# Australobius loriae
Australobius loriae är en mångfotingart som först beskrevs av Silvestri, F. 1894.  Australobius loriae ingår i släktet Australobius och familjen stenkrypare.
Artens utbredningsområde är Papua Nya Guinea. Inga underarter finns listade i Catalogue of Life.